# Mexique aux Jeux olympiques d'été de 2000
Le Mexique aux Jeux olympiques d'été de 2000 a envoyé une délégation composée de 80 compétiteurs dans 19 disciplines sportives.

## Nombre d'athlètes qualifiés par sport
Voici la liste des qualifiés et sélectionnés Mexicains par sport (remplaçants compris) :
| Sport       | Hommes | Femmes | Total |
| ----------- | ------ | ------ | ----- |
| Athlétisme  | 15     | 7      | 22    |
| Aviron      | 3      | 2      | 5     |
| Boxe        | 6      | 0      | 6     |
| Canoë-kayak | 2      | 0      | 2     |
| Cyclisme    | 1      | 1      | 2     |
| Équitation  | 2      | 0      | 2     |

## Médaillés mexicains
- Or
  - Soraya Jiménez - Haltérophilie, moins de 58 kg femmes

- Argent
  - Noé Hernández - Athlétisme, 20 km marche hommes
  - Fernando Platas - Plongeon, tremplin de 3 m hommes

- Bronze
  - Cristián Bejarano - Boxe, poids légers hommes
  - Víctor Estrada - Taekwondo, 80 kg hommes
  - Joel Sánchez - Athlétisme, 50 km marche hommes

## Athlétisme

### Hommes
| Athlète                | Épreuve              | Séries         | Séries      | Quarts de finale | Quarts de finale | Demi-finales | Demi-finales | Finale          | Finale             |
| Athlète                | Épreuve              | Temps          | Rang        | Temps            | Rang             | Temps        | Rang         | Temps           | Rang               |
| ---------------------- | -------------------- | -------------- | ----------- | ---------------- | ---------------- | ------------ | ------------ | --------------- | ------------------ |
| Alejandro Cárdenas     | 400 m                | 46 s 14        | 3e          | 45 s 66          | 6e               | Eliminé      | Eliminé      | Eliminé         | Eliminé            |
| Juan Pedro Toledo      | 400 m                | 46 s 82        | 5e          | Eliminé          | Eliminé          | Eliminé      | Eliminé      | Eliminé         | Eliminé            |
| Pablo Olmedo           | 5 000 m              | 13 min 40 s 34 | 12e         | Eliminé          | Eliminé          | Eliminé      | Eliminé      | Eliminé         | Eliminé            |
| José David Galvan      | 5 000 m              | DNS            | /           | Eliminé          | Eliminé          | Eliminé      | Eliminé      | Eliminé         | Eliminé            |
| José David Galvan      | 10 000 m             | 27 min 49 s 53 | 7e          | Non disputé      | Non disputé      | Non disputé  | Non disputé  | 27 min 54 s 56  | 13e                |
| Armando Quintanilla    | 10 000 m             | 28 min 14 s 54 | 10e         | Eliminé          | Eliminé          | Eliminé      | Eliminé      | Eliminé         | Eliminé            |
| Andrés Espinosa        | Marathon             | Non disputé    | Non disputé | Non disputé      | Non disputé      | Non disputé  | Non disputé  | 2 h 18 min 02 s | 27e                |
| Benjamin Paredes       | Marathon             | Non disputé    | Non disputé | Non disputé      | Non disputé      | Non disputé  | Non disputé  | 2 h 27 min 17 s | 64e                |
| José Salvador Miranda  | 3000 m steeple       | 8 min 35 s 79  | 9e          | Eliminé          | Eliminé          | Eliminé      | Eliminé      | Eliminé         | Eliminé            |
| Noé Hernández          | 20 kilomètres marche | Non disputé    | Non disputé | Non disputé      | Non disputé      | Non disputé  | Non disputé  | 1 h 19 min 03 s | Médaille d'argent  |
| Daniel García          | 20 kilomètres marche | Non disputé    | Non disputé | Non disputé      | Non disputé      | Non disputé  | Non disputé  | 1 h 22 min 05 s | 12e                |
| Bernardo Segura        | 20 kilomètres marche | Non disputé    | Non disputé | Non disputé      | Non disputé      | Non disputé  | Non disputé  | DSQ             | /                  |
| Joel Sánchez           | 50 kilomètres marche | Non disputé    | Non disputé | Non disputé      | Non disputé      | Non disputé  | Non disputé  | 3 h 44 min 36 s | Médaille de bronze |
| Miguel Angel Rodriguez | 50 kilomètres marche | Non disputé    | Non disputé | Non disputé      | Non disputé      | Non disputé  | Non disputé  | 3 h 48 min 12 s | 7e                 |
| German Sanchez         | 50 kilomètres marche | Non disputé    | Non disputé | Non disputé      | Non disputé      | Non disputé  | Non disputé  | DSQ             | /                  |

| Athlète     | Épreuve          | Qualification | Qualification | Finale      | Finale  |
| Athlète     | Épreuve          | Performance   | Rang          | Performance | Rang    |
| ----------- | ---------------- | ------------- | ------------- | ----------- | ------- |
| Robin Pratt | Saut à la perche | NH            | /             | Eliminé     | Eliminé |

### Femmes
| Athlète                 | Épreuve              | Séries         | Séries      | Quarts de finale | Quarts de finale | Demi-finales | Demi-finales | Finale          | Finale  |
| Athlète                 | Épreuve              | Temps          | Rang        | Temps            | Rang             | Temps        | Rang         | Temps           | Rang    |
| ----------------------- | -------------------- | -------------- | ----------- | ---------------- | ---------------- | ------------ | ------------ | --------------- | ------- |
| Ana Guevara             | 400 m                | 52 s 34        | 2e          | 51 s 19          | 2e               | 50 s 11      | 2e           | 49 s 96         | 5e      |
| Nora Rocha              | 5 000 m              | 15 min 38 s 72 | 9e          | Eliminé          | Eliminé          | Eliminé      | Eliminé      | Eliminé         | Eliminé |
| Dulce Maria Rodriguez   | 5 000 m              | 15 min 54 s 17 | 11e         | Eliminé          | Eliminé          | Eliminé      | Eliminé      | Eliminé         | Eliminé |
| Nora Rocha              | 10 000 m             | 34 min 37 s 84 | 18e         | Eliminé          | Eliminé          | Eliminé      | Eliminé      | Eliminé         | Eliminé |
| Adriana Fernández       | Marathon             | Non disputé    | Non disputé | Non disputé      | Non disputé      | Non disputé  | Non disputé  | 2 h 30 min 51 s | 16e     |
| Maria Guadalupe Sanchez | 20 kilomètres marche | Non disputé    | Non disputé | Non disputé      | Non disputé      | Non disputé  | Non disputé  | 1 h 31 min 33 s | 5e      |
| Mara Ibanez             | 20 kilomètres marche | Non disputé    | Non disputé | Non disputé      | Non disputé      | Non disputé  | Non disputé  | 1 h 36 min 17 s | 26e     |
| Maria Graciela Mendoza  | 20 kilomètres marche | Non disputé    | Non disputé | Non disputé      | Non disputé      | Non disputé  | Non disputé  | DSQ             | /       |

## Aviron

### Hommes
| Athlète(s)                  | Compétition                 | Série         | Série | Repêchage     | Repêchage | Demi-finale   | Demi-finale | Finale                 | Finale |
| Athlète(s)                  | Compétition                 | Temps         | Rang  | Temps         | Rang      | Temps         | Rang        | Temps                  | Rang   |
| --------------------------- | --------------------------- | ------------- | ----- | ------------- | --------- | ------------- | ----------- | ---------------------- | ------ |
| Jesus Huerta                | Skiff                       | 7 min 29 s 64 | 5e    | 7 min 31 s 93 | 4e        | 7 min 37 s 06 | 5e          | Finale D 7 min 29 s 68 | 2e     |
| Romulo Bouzas Garardo Gomez | Deux de couple poids légers | 6 min 31 s 24 | 4e    | 6 min 38 s 07 | 2e        | 6 min 33 s 62 | 5e          | Finale B 6 min 31 s 70 | 4e     |

### Femmes
| Athlète(s)                          | Compétition                 | Série         | Série | Repêchage     | Repêchage | Demi-finale | Demi-finale | Finale                 | Finale |
| Athlète(s)                          | Compétition                 | Temps         | Rang  | Temps         | Rang      | Temps       | Rang        | Temps                  | Rang   |
| ----------------------------------- | --------------------------- | ------------- | ----- | ------------- | --------- | ----------- | ----------- | ---------------------- | ------ |
| Ana Sofia Soberanes Lourdes Montoya | Deux de couple poids légers | 7 min 36 s 51 | 5e    | 7 min 33 s 58 | 5e        | Non disputé | Non disputé | Finale C 7 min 25 s 00 | 4e     |

## Boxe

### Hommes
| Athlète              | Catégorie        | 16e de finale          | 8e de finale            | Quart de finale             | Demi-finale            | Finale              |
| Athlète              | Catégorie        | Adversaire Résultat    | Adversaire Résultat     | Adversaire Résultat         | Adversaire Résultat    | Adversaire Résultat |
| -------------------- | ---------------- | ---------------------- | ----------------------- | --------------------------- | ---------------------- | ------------------- |
| Liborio Romero       | Poids mi-mouches | Victoire Algérie 16-15 | Défaite Lituanie 11-24  | Eliminé                     | Eliminé                | Eliminé             |
| Daniel Ponce De León | Poids mouches    | Défaite Ukraine 8-16   | Eliminé                 | Eliminé                     | Eliminé                | Eliminé             |
| César Morales        | Poids coqs       | Victoire Ouganda 13-8  | Défaite Roumanie 8-24   | Eliminé                     | Eliminé                | Eliminé             |
| Francisco Bojado     | Poids plumes     | Victoire Éthiopie 19-4 | Défaite Russie 12-15    | Eliminé                     | Eliminé                | Eliminé             |
| Cristián Bejarano    | Poids légers     | Victoire Botswana 17-5 | Victoire Roumanie 14-11 | Victoire Kirghizistan 14-12 | Victoire Ukraine 14-22 | Eliminé             |
| José Luis Zertuche   | Poids moyens     | Victoire Guinée        | Défaite Roumanie 1-17   | Eliminé                     | Eliminé                | Eliminé             |

## Canoe-Kayak

### Course en ligne

#### Hommes
| Athlète                               | Compétition | Éliminatoires  | Éliminatoires | Demi-finales   | Demi-finales | Finale A       | Finale A |
| Athlète                               | Compétition | Temps          | Rang          | Temps          | Rang         | Temps          | Rang     |
| ------------------------------------- | ----------- | -------------- | ------------- | -------------- | ------------ | -------------- | -------- |
| José Ramon Ferrer José Antonio Romero | C2 500m     | 1 min 45 s 927 | 7e            | 1 min 46 s 811 | 5e           | Eliminé        | Eliminé  |
| José Ramon Ferrer José Antonio Romero | C2 1000m    | 3 min 49 s 301 | 7e            | 3 min 44 s 358 | 2e           | 3 min 46 s 457 | 6e       |

## Cyclisme

### Piste

#### Femmes
| Athlète        | Compétition       | Points | Rang |
| -------------- | ----------------- | ------ | ---- |
| Belem Guerrero | Course aux points | 12     | 5e   |

### BMX

#### Hommes
| Athlète          | Compétition   | Temps              | Rang |
| ---------------- | ------------- | ------------------ | ---- |
| Ziranda Madrigal | Cross-country | 2 h 19 min 33 s 56 | 24e  |

## Equitation
| Athlète        | Épreuve             | R1     | R1   | R2      | R2      | R3      | R3      |
| Athlète        | Épreuve             | Points | Rang | Points  | Rang    | Points  | Rang    |
| -------------- | ------------------- | ------ | ---- | ------- | ------- | ------- | ------- |
| Antonio Rivera | Dressage individuel | 61.64  | 44e  | Eliminé | Eliminé | Eliminé | Eliminé |

| Athlète        | Compétition      | Éliminatoires | Éliminatoires | Finale  | Finale  |
| Athlète        | Compétition      | Points        | Rang          | Points  | Rang    |
| -------------- | ---------------- | ------------- | ------------- | ------- | ------- |
| Antonio Maurer | Saut d'obstacles | 52.00         | 59e           | Eliminé | Eliminé |